# Mandevilla exilicaulis
Mandevilla exilicaulis là một loài thực vật có hoa trong họ La bố ma. Loài này được (Sessé & Moc.) J.K.Williams mô tả khoa học đầu tiên năm 2003.